# Đình thần Châu Phú
Đình Châu Phú có tên chữ là Trung Nghĩa Từ (chữ Hán: 忠 義 祠), còn được gọi là Lễ Công Từ Đường (gọi tắt là đền Lễ Công, dân chúng quen gọi là đền Ông); tọa lạc tại góc đường Trần Hưng Đạo - Nguyễn Văn Thoại, thuộc phường Châu Phú A, thành phố Châu Đốc, tỉnh An Giang (Việt Nam). Đây là một ngôi đình xưa nhất của tỉnh, và là một di tích kiến trúc nghệ thuật cấp quốc gia.

## Nguồn gốc

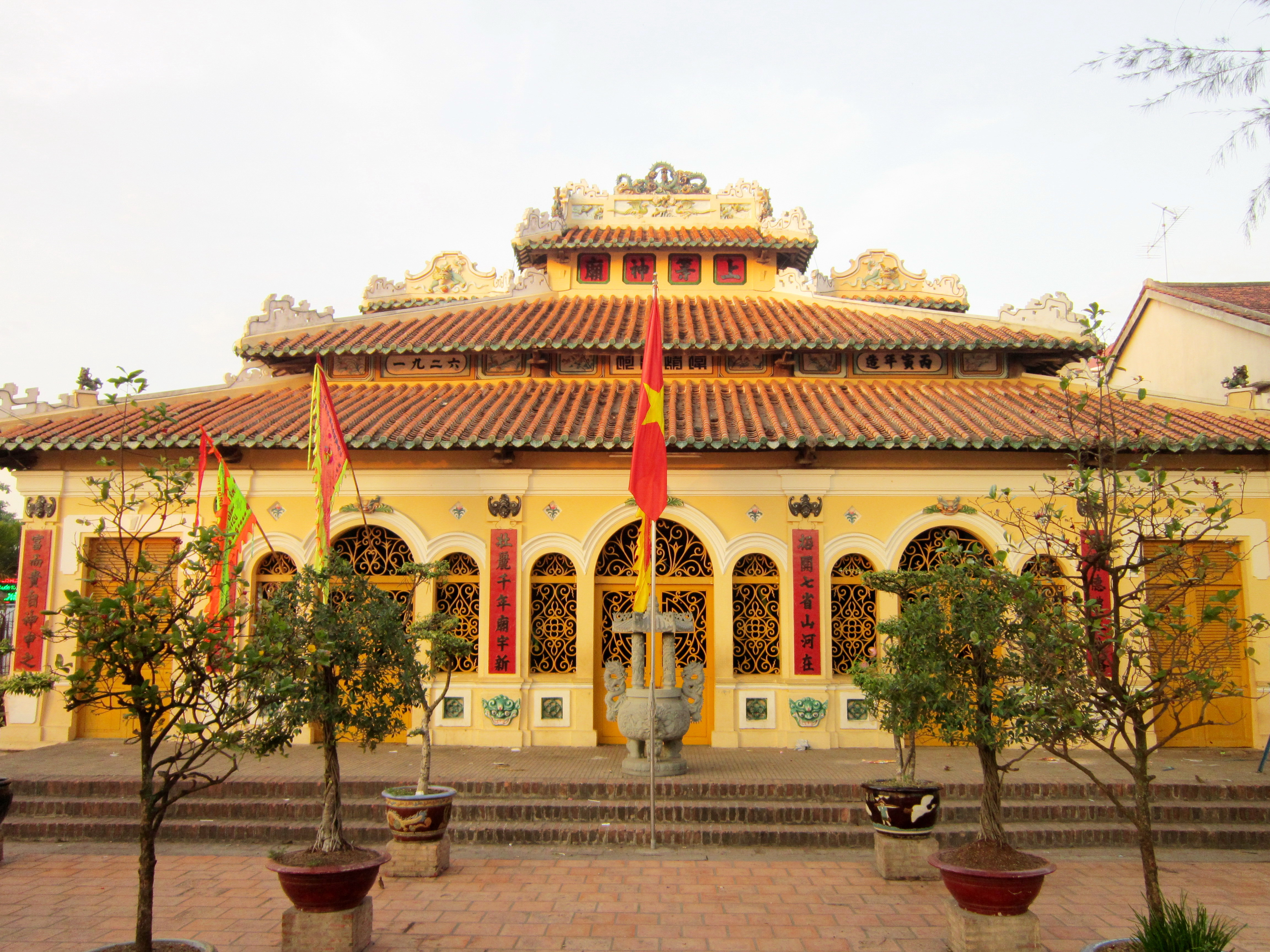
Đình Châu Phú

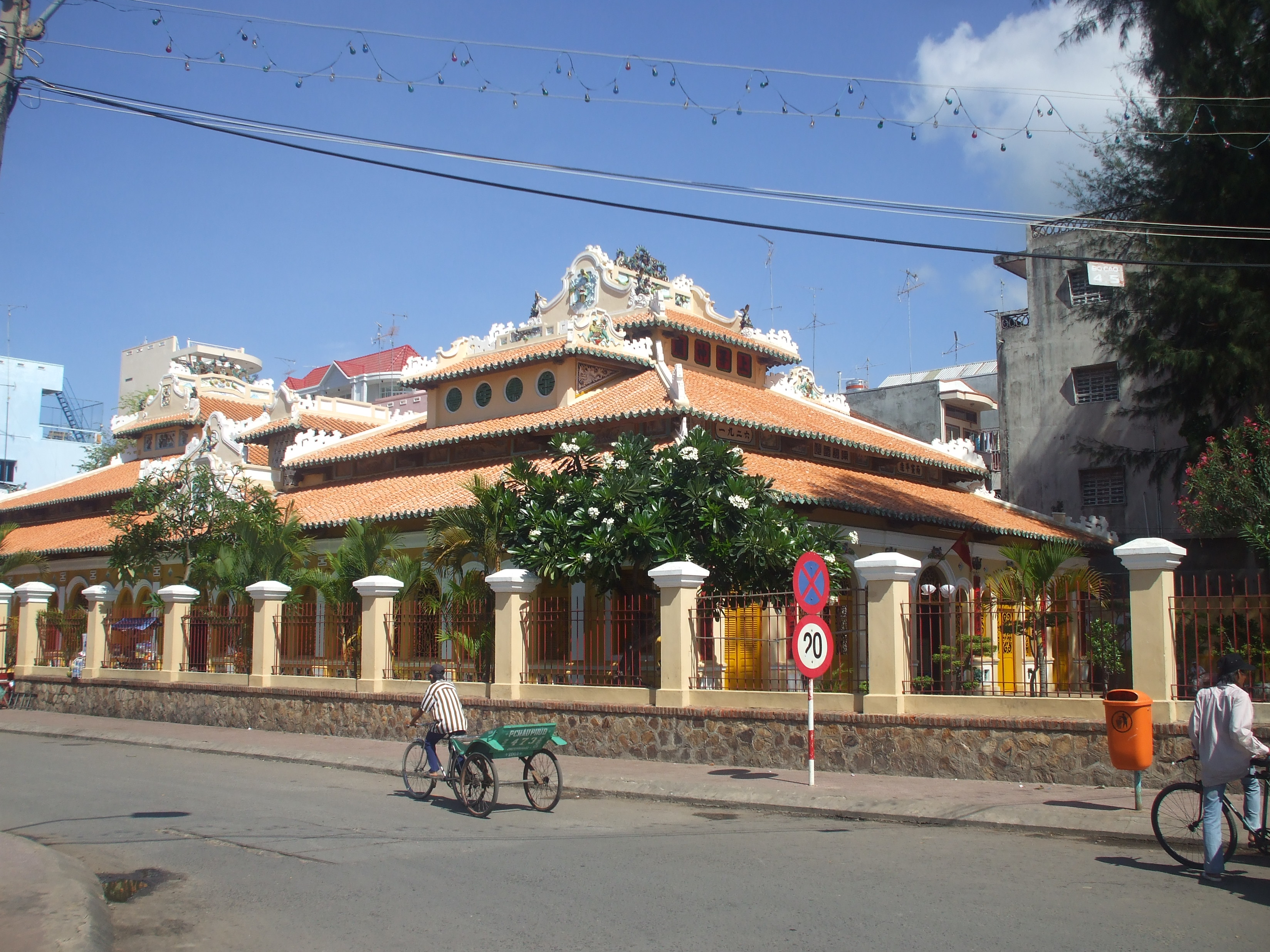
Toàn cảnh đình Châu Phú

## Kiến trúc và thờ phụng

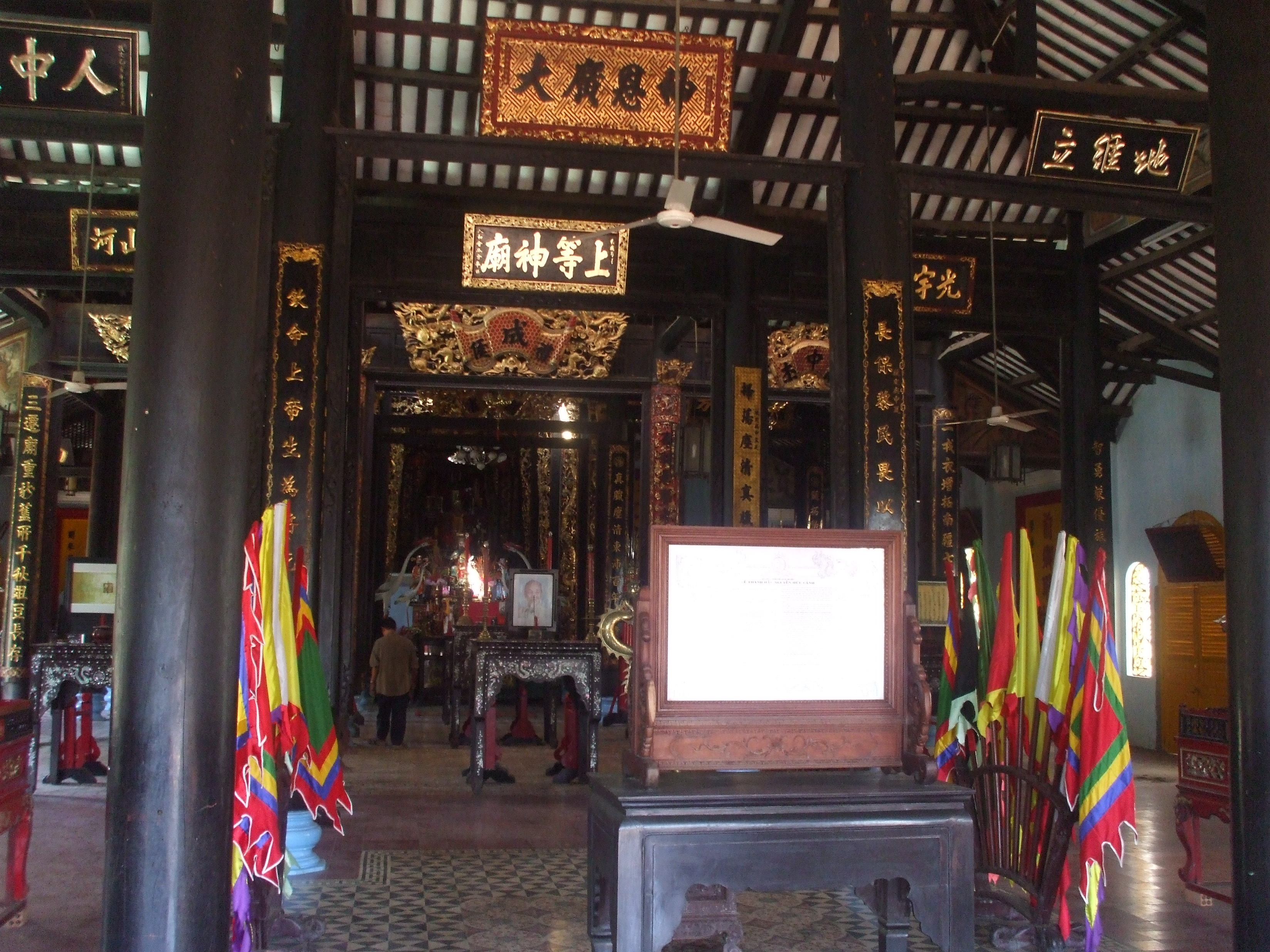
Gian thờ chính trong đình.

## Giá trị

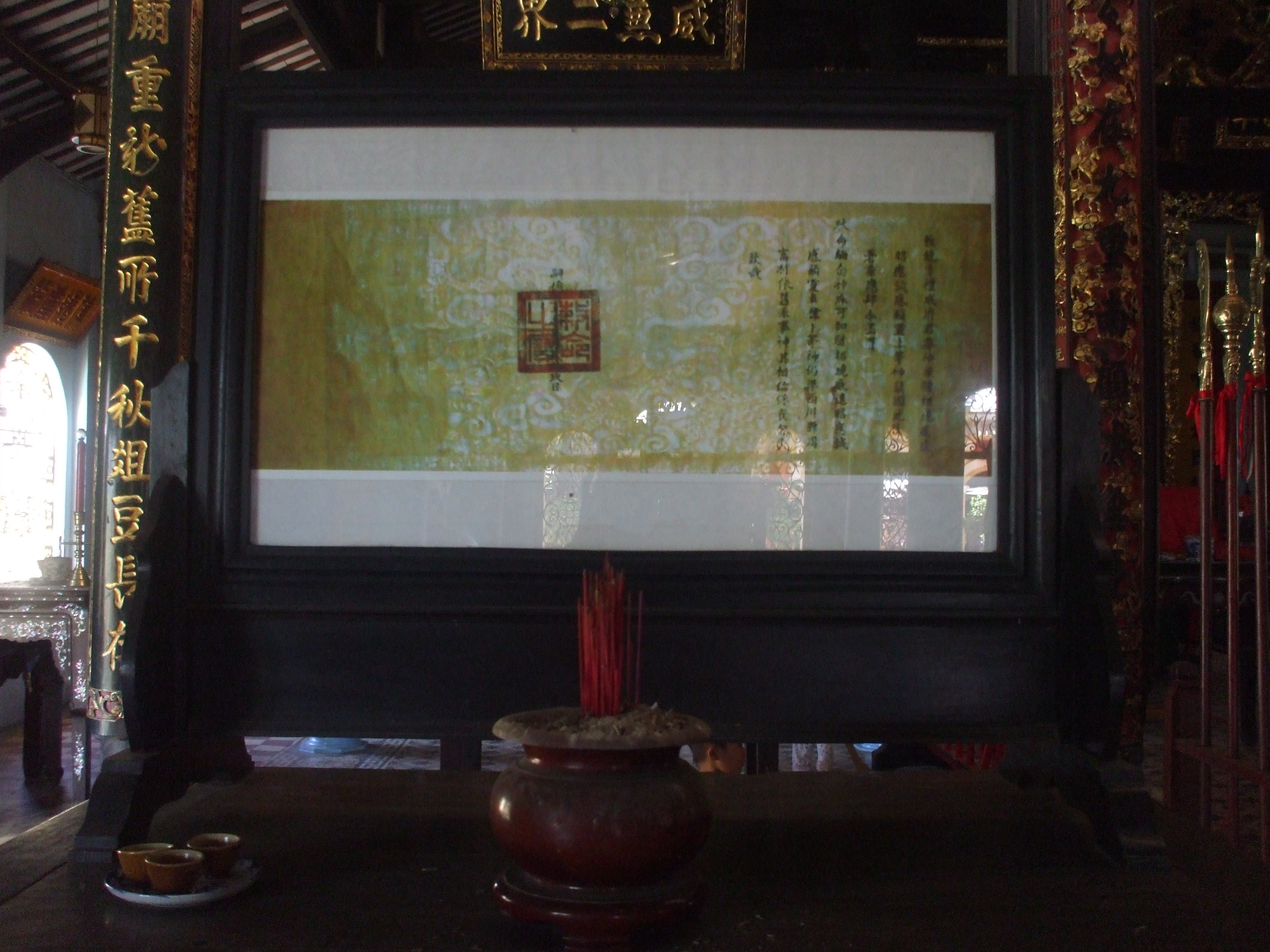
Một sắc phong thần.